# Arcidiocesi di Ossirinco
L'arcidiocesi di Ossirinco (in latino: Archidioecesis Oxyrynchitana) è una sede soppressa e sede titolare della Chiesa cattolica.

## Storia
Ossirinco, identificabile con al-Bahnasā, è l'antica sede metropolitana della provincia romana dell'Arcadia nella diocesi civile d'Egitto e nel patriarcato di Alessandria.
Incerte sono le origini del cristianesimo nella regione. Un papiro databile tra la fine del III e l'inizio del IV secolo menziona, tra gli edifici pubblici di Ossirinco, una dozzina di templi pagani, una sinagoga e due chiese, quella "del nord" e quella "del sud", ancora documentate in una lista del VI secolo. Un altro papiro, datato 5 febbraio 304, attesta la presenza di una chiesa nel villaggio di Khysis, presso Ossirinco. Questi indizi documentano una presenza cristiana già nel III secolo. Verso la metà del IV secolo sono censite 12 chiese, senza contare gli oratori dei monasteri, che erano stati installati negli antichi templi pagani. La Historia monachorum in Aegypto riferisce che la città ospitava almeno 5.000 monaci e 20.000 vergini consacrate; le cifre esagerate sono indizio della larga diffusione del monachesimo nella regione di Ossirinco. Un papiro del 535-536 attesta la presenza in città di 26 chiese.
Il più antico vescovo conosciuto di Ossirinco è papas Sotas, menzionato in sei frammenti di papiro e in un manoscritto etiope, secondo il quale fu ordinato vescovo dal metropolita Massimo di Alessandria, in carica dal 265 al 282. Lo stesso manoscritto riporta il nome del successore di Sotas, Alipio, ordinato vescovo da Teona di Alessandria, in carica dal 282 al 300.
Segue il vescovo Pelagio, menzionato nella lista dei vescovi che avevano aderito al partito di Melezio di Licopoli, ma che accettarono le decisioni del concilio di Nicea nel 325. Lo stesso vescovo figura tra i membri che presero parte al concilio di Tiro nel 335. Secondo la testimonianza di Atanasio di Alessandria, Pelagio sarebbe morto nel 347, sostituito dal vescovo Teodoro I.
Un problema irrisolto è quello posto da un papiro, che menziona nel 336 un "vescovo della chiesa cattolica" di nome Dionisio. Alcuni autori ritengono che questi sia stato il vescovo cattolico di Ossirinco, mentre Pelagio era il vescovo aderente all'eresia meleziana. Tuttavia questa interpretazione si scontra con le affermazioni di Atanasio, secondo il quale Pelagio aveva decisamente aderito alla fede nicena ed era morto nel 347. La sua testimonianza mette in crisi una seconda interpretazione, secondo la quale ci sarebbero stati due vescovi di nome Pelagio, prima e dopo il 336. Secondo Papaconstantinou, potrebbe trattarsi di un vescovo che, per motivi a noi sconosciuti, non sarebbe stato riconosciuto da Atanasio.
Dopo Pelagio viene il vescovo Teodoro I, eletto nel 347 e documentato da un papiro (circa 352), secondo il quale Teodoro era proprietario di un battello, utilizzato per il trasporto di denaro e di derrate alimentari. Durante l'esilio di Atanasio di Alessandria (357-361), Teodoro aderì al partito ariano e si fece riconsacrare da Giorgio, arcivescovo ariano di Alessandria. In questo periodo la comunità cattolica di Ossirinco elesse come proprio vescovo Eraclida, che tuttavia non riuscì a rimanere nella propria sede quando Atanasio ritornò dall'esilio. Infatti Teodoro è ancora documentato sulla sede di Ossirinco nel 383/384, probabilmente perché fece ammenda e ritornò alla fede cattolica. Nel 371 la Esposizione della fede della Chiesa di Ancira cita il vescovo Teodolo, mentre nelle liste di presenza del concilio di Costantinopoli del 381 figura il vescovo Doroteo: come già aveva ipotizzato Le Quien, si tratta probabilmente di corruzioni del nome di "Teodoro", che in questo modo risulta essere l'unico vescovo attestato in questo periodo, con l'esclusione dalla cronotassi di Ossirinco di Teodolo e di Doroteo.
Nel periodo in cui Teodoro aveva aderito alla fede ariana, la sede di Ossirinco fu occupata anche da un vescovo meleziano, Apollonio, che prese parte al concilio di Seleucia di Isauria nel 359. La presenza contemporanea di tre vescovi a Ossirinco (Teodoro, Eraclida e Apollonio) è attestata da Lucifero di Cagliari durante il suo esilio nella Tebaide. Le fonti letterarie riferiscono poi dell'esistenza di due vescovi verso la fine del IV secolo, Ierachione e Affi (Apphou); di quest'ultimo esiste una Vita, scritta su papiro e conservata al museo egizio di Torino.
Nel V secolo abbiamo il vescovo Pietro I, attestato nel 427 e che figura tra i padri del concilio di Efeso del 431. I papiri documentano l'esistenza di due vescovi, Timoteo e Teodoro II, quest'ultimo vissuto nella seconda metà del secolo.
Per i secoli successivi, le fonti riportano altri quattro vescovi. I papiri attestato l'esistenza di Pietro II dal 528 al 534. La Vita di Samuele di Kalamun parla del monaco Stefano, discepolo di Samuele, che fu consacrato vescovo di Pemdjé, ossia di Ossirinco, nel secondo quarto del VII secolo. Infine, alcune fonti letterarie attribuiscono ai vescovi Basilio e Ciriaco la compilazione di omelie. Basilio è vissuto prima dell'823, periodo in cui fu compilata la raccolta che contiene la sua omelia; per Ciriaco invece non ci sono indicazione cronologiche precise, e il suo episcopato si può collocare prima, ma anche dopo la conquista araba dell'Egitto.
Le Quien assegna alla provincia ecclesiastica di Ossirinco le seguenti diocesi: Eracleopoli Maggiore, Arsinoe, Afroditopoli, Memfi, Nilopoli e Cinopoli. Oltre a queste, Le Quien aggiunge anche le diocesi di Clisma e di Damiata, che l'elenco delle sedi titolari riportato dall'Annuario Pontificio assegna invece alle province ecclesiastiche rispettivamente di Leontopoli e di Pelusio. Alla metropolia di Ossirinco l'Annuario Pontificio assegna anche le sedi di Alfocranon e di Teodosiopoli, ignote a Le Quien.
Dal XIX secolo Ossirinco è annoverata tra le sedi arcivescovili titolari della Chiesa cattolica; il titolo non è più assegnato dal 4 gennaio 1966. Il suo ultimo titolare è stato Juan Manoel González Arbeláez, già arcivescovo di Popayán.

## Cronotassi

### Arcivescovi residenziali
- Sotas † (seconda metà del III secolo)[17]
- Alipio † (fine del III secolo)[18]
- Pelagio † (prima del 325 - 347 deceduto)
  - Dionisio † (menzionato nel 336) ("vescovo della chiesa cattolica")
- Teodoro I (Doroteo?) † (347 - dopo il 383/384)
- Eraclida † (menzionato nel 357 circa)
  - Apollonio † (prima del 357 - dopo il 359) (vescovo meleziano)
- Ierachione † (menzionato nel 394/395 circa)
- Dionisio ? † (fine del IV secolo)
- Affi † (fine del IV secolo)
- Pietro I † (prima del 427 - dopo il 431)
- Anonimo † (menzionato tra il 455 e il 457)
- Teodoro II † (seconda metà del V secolo)
- Timoteo † (V secolo)
- Pietro II † (prima del 528 - dopo il 534)
- Stefano † (secondo quarto del VII secolo)
- Basilio † (prima dell'823)
- Ciriaco † (dopo il VII secolo ?)

### Arcivescovi titolari
- John Joseph Kain † (16 giugno 1893 - 8 giugno 1895 succeduto arcivescovo di Saint Louis)
- Domenico Maria Valensise † (2 giugno 1902 - 17 gennaio 1916 deceduto)
- John McIntyre † (24 agosto 1917 - 16 giugno 1921 nominato arcivescovo di Birmingham)
- Léon-Antoine-Augustin-Siméon Livinhac, M.Afr. † (21 novembre 1921 - 12 novembre 1922 deceduto)
- Victor Arrién (Arrieu) † (14 dicembre 1922 - 7 settembre 1931 deceduto)
- António Bento Martins Júnior † (14 luglio 1932 - 28 settembre 1932 succeduto arcivescovo di Braga)
- Leon Wałęga † (27 gennaio 1933 - 22 marzo 1933 deceduto)
- João Evangelista de Lima Vidal † (31 maggio 1933 - 16 gennaio 1940 nominato arcivescovo, titolo personale, di Aveiro)
- Raffaele Santi † (15 giugno 1940 - 28 gennaio 1944 deceduto)
- Juan Manoel González Arbeláez † (1º febbraio 1944 - 4 gennaio 1966 deceduto)